# アカグツ

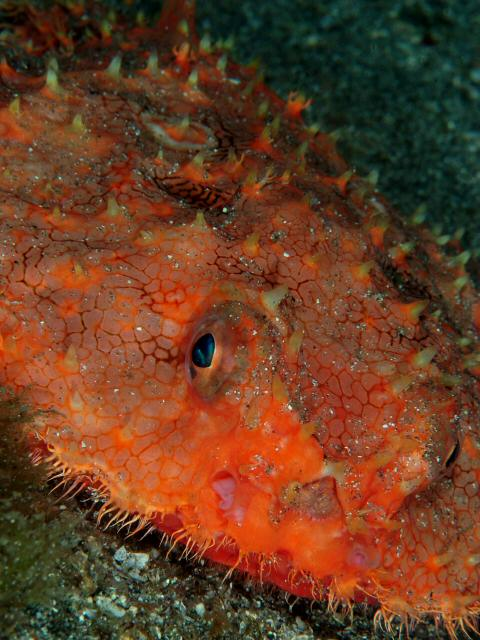
水底に伏せているのを頭部近くから見る。

アカグツ （赤苦津、赤靴、学名：Halieutaea stellata）は、条鰭綱アンコウ目アカグツ科に分類されるアカグツ属の1種。海水魚。底生魚。

## 名称
「アカグツ」という和名の由来は、「赤靴」という漢字表記があるのに反して、［アカ（赤）+ クツ（靴）］の転訛形ではなく、［アカ（赤）+ クク（蛙〈かえる〉の古語）］からの転訛であるという。これについては、日本テレビ系列『世界一受けたい授業』2005年（平成17年）2月19日放送回で、が、「『アカ（赤）+ クツ（蟇〈ひきがえる〉の古語）』」という旨の解説をしている。TBS系列『マツコの知らない世界』の2020年（令和2年）1月21日放送回では、さかなクンに師事したアマチュア研究者・鈴木香里武が、やはり「『アカ（赤）+ クツ（蟇の古語）』」という旨の解説をした。ただ、「カエル（蛙）」の古語が鳴き声由来の擬声語「クク」であって「ヒキガエル（蟇）」だけを指す古語というわけではないため、本項ではこの部分を修正した。それでも、ヒキガエルの古名に「タニグク（谷蟇、谷蟆）」があり、これは神「多邇具久」の名でもあるように、「クク」とヒキガエルの関係性は非常に強い。
一般的に食用とされない。

## 形質
本州以南の日本列島周辺海域、東シナ海、南シナ海、インド洋に分布する。大陸棚から大陸斜面にかけて生息する底生魚。
体長は約20 - 約30センチメートル。体色は赤く円盤状で、背面には数多くの棘を具える。仔魚・成魚ともに泳ぐことが苦手で、成魚は四肢のように胸鰭と腹鰭、計4本を使って海底を歩くように移動する。仔魚は浮力を稼げる風船のような丸いカプセル状の膜に胴体を包まれた形で遊泳生活を送る。体構造や動きの分かる映像記録としては、上述した鈴木香里武が世界で初めて撮影に成功している。
産経新聞大阪本社『産経WEST』2012年（平成24年）1月16日刊では、「カエルのようでカエルでない」と紹介している。

## ギャラリー

1
2
3

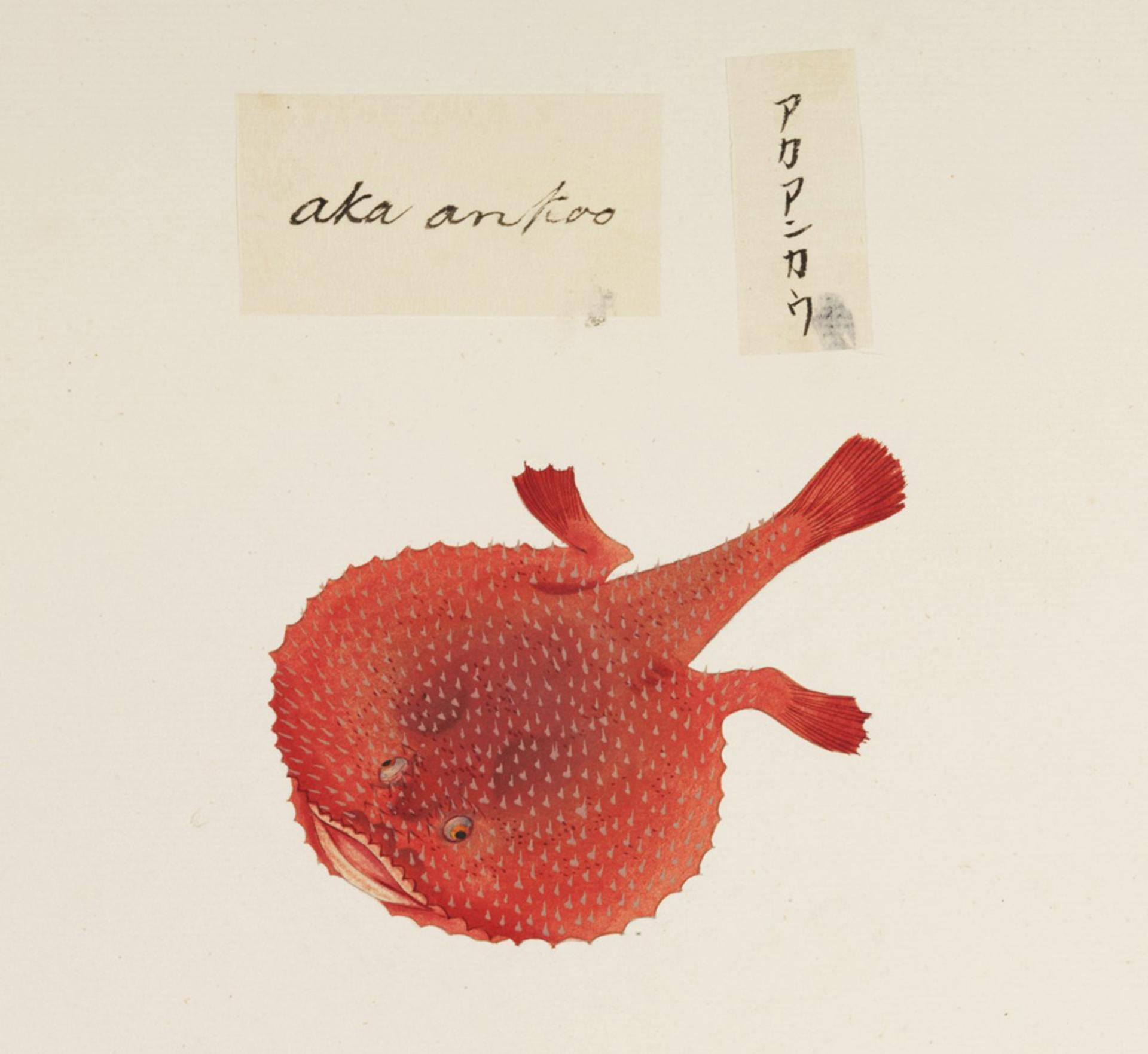
4
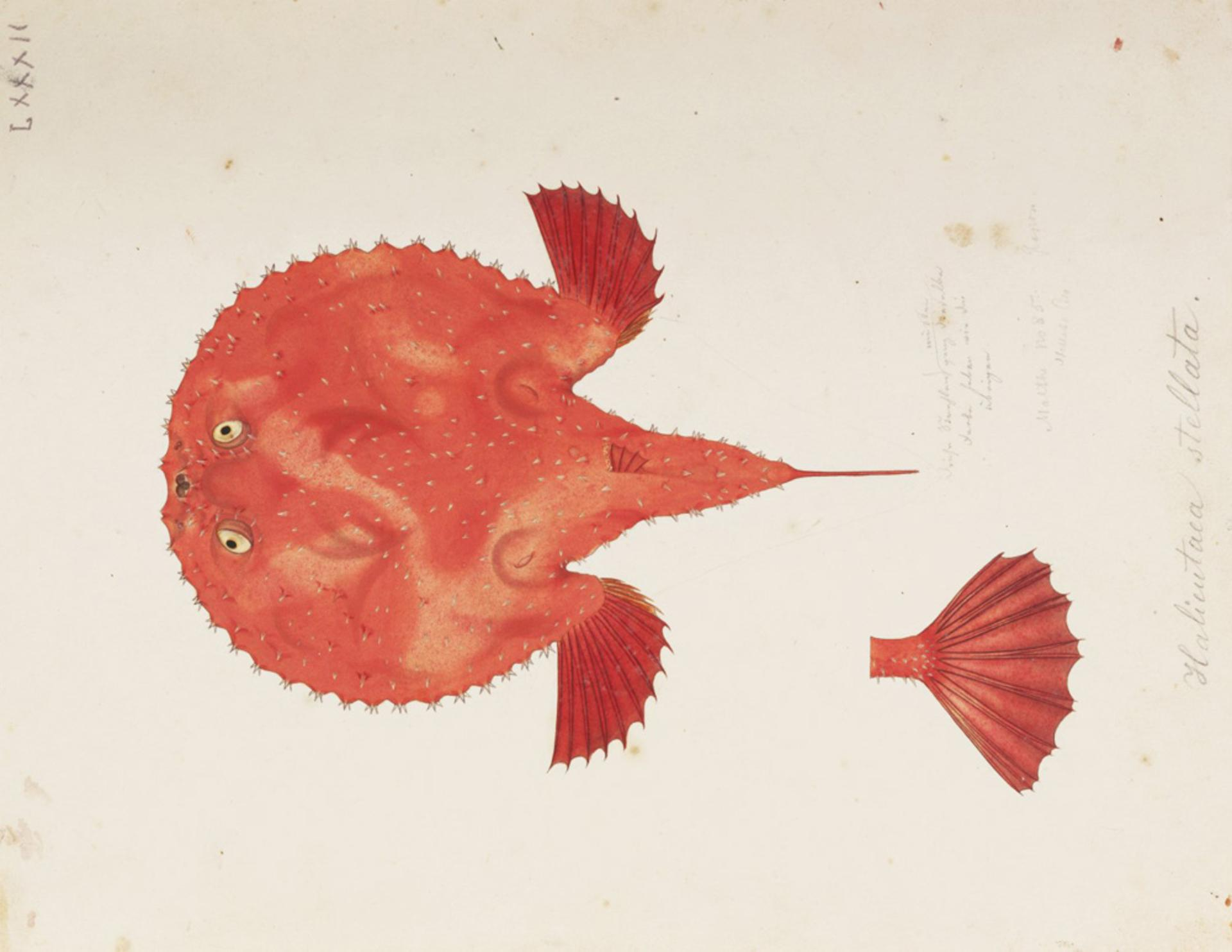
5

- 1.　アカグツの生物画。百科事典 "Iconographia Zoologica" 所収。1700-1880年間の作。アムステルダム大学特別収蔵品館収蔵 (Special Collections of the University of Amsterdam)。
- 2.　アカグツの生物画。表側（背側）。左に同じ。
- 3.　アカグツの生物画。裏側（腹側）。左に同じ。
- 4.　川原慶賀画『アカアンカウ』／文政6年-12年（1823-1829年）間の作。鉛筆デッサンおよび水彩。シーボルト・コレクション。ナチュラリス生物多様性センター蔵。
- 5.　4.に同じ。